# Mistrovství Evropy v plavání v krátkém bazénu 2011
Mistrovství Evropy v plavání v krátkém bazénu 2011 se konalo od 8. do 11. prosince 2011 ve Štětíně v bazénu Floating Arena. Plavalo se na desetidráhovém bazénu, a tak do finálových a semifinálových bojů postupovalo 10 resp. 20 plavců, stejně jako na Mistrovství Evropy v plavání v krátkém bazénu 2009. Disciplíny na 50m a 100m se plavaly na semifinále a finále. U disciplín na 200m a více postupovalo do finále pouze deset nejlepších z dopoledních rozplaveb. Výjimkou byly disciplíny 800m a 1500m volný způsob, které se plavaly přímo na čas (vítězem se stává nejrychlejší plavec rozplaveb a poslední nejrychlejší rozplavba se plave v odpoledním finálovém bloku). Do odpoledních finále a semifinále mohou postoupit pouze dva plavci z jedné národní reprezentace.

## Přehled medailistů

### Muži
| Disciplína             | Zlato                                                            | Zlato    | Stříbro                                                                 | Stříbro   | Bronz                                                                        | Bronz    |
| ---------------------- | ---------------------------------------------------------------- | -------- | ----------------------------------------------------------------------- | --------- | ---------------------------------------------------------------------------- | -------- |
| 50m Volný způsob       | Konrad Czerniak POL                                              | 00:20,88 | Sergej Fesikov RUS                                                      | 00:20,95  | Marco Orsi ITA                                                               | 00:21,01 |
| 100m Volný způsob      | Sergej Fesikov RUS                                               | 00:46,56 | Luca Dotto ITA                                                          | 00:46,89  | Krisztián Takács HUN                                                         | 00:47,46 |
| 200m Volný způsob      | Paul Bidermann GER                                               | 01:42,92 | Filippo Magnini ITA                                                     | 01:43,20  | Laszlo Cseh HUN                                                              | 01:43,71 |
| 400m Volný způsob      | Paul Bidermann GER                                               | 03:38,65 | Mads Glasner DEN                                                        | 03:39,30  | Pawel Korzinowski POL                                                        | 03:40,54 |
| 1500m Volný způsob     | Mateusz Sawrymowicz POL                                          | 14:29,81 | Mads Glæsner DEN                                                        | 14:29,88  | Serhij Frolov UKR                                                            | 14:35,22 |
| 50m Znak               | Aschwin Faber Wildeboer ESP                                      | 00:23,43 | Fiori Lang SUI                                                          | 00:23,57  | Pavel Sankovič BLR                                                           | 00:23,64 |
| 100m Znak              | Radosław Kawęcki POL                                             | 00:50,43 | Aschwin Faber Wildeboer ESP                                             | 00:50,61  | Pavel Sankovič BLR                                                           | 00:51,14 |
| 200m Znak              | Radosław Kawęcki POL                                             | 01:49,15 | Aschwin Faber Wildeboer ESP                                             | 01:50,63  | Peter Bernek HUN                                                             | 01:51,21 |
| 50m Prsa               | Fabio Scozzoli ITA                                               | 00:26,25 | Damir Dugonjič SLO                                                      | 00:26,34  | Alexander Dale Oen NOR                                                       | 00:26,49 |
| 100m Prsa              | Alexander Dale Oen NOR                                           | 00:57,05 | Damir Dugonjič SLO                                                      | 00:57,29  | Fabio Scozzoli ITA                                                           | 00:57,30 |
| 200m Prsa              | Dániel Gyurta HUN                                                | 02:02,37 | Vjačeslav Sinkevič RUS                                                  | 02:03,61  | Michael Jamieson GBR                                                         | 02:03,77 |
| 50m Motýlek            | Andrij Govorov UKR                                               | 00:22,70 | Amaury Leveaux FRA                                                      | 00:22.74  | Konrad Czerniak POL                                                          | 00:22.77 |
| 100m Motýlek           | Konrad Czerniak POL                                              | 00:49,62 | Jevgenij Korotyškin RUS                                                 | 00:49,88  | Francois Heersbrandt BEL                                                     | 00:50,44 |
| 200m Motýlek           | László Cseh HUN                                                  | 01:50,87 | Nikolaj Skvorcov RUS                                                    | 01:51,21  | Joe Roebuck GBR                                                              | 01:51,62 |
| 100m Polohový závod    | Peter Mankoč SLO                                                 | 00:52,70 | Markus Deibler GER                                                      | 00:53,04  | Martti Aljand EST                                                            | 00:53,37 |
| 200m Polohový závod    | László Cseh HUN                                                  | 01:53,43 | Markus Rogan AUT                                                        | 01:53,63  | Gal Nevo ISR                                                                 | 01:54,87 |
| 400m Polohový závod    | László Cseh HUN                                                  | 04:01,68 | David Verraszto HUN                                                     | 04:03,03  | Gal Nevo ISR                                                                 | 04:04,49 |
| 4x50m Volný způsob     | ITA Luca Dotto, Marco Orsi, Federico Bocchia, Andrea Rolla       | 01:24,82 | RUS Sergej Fesikov, Jevgenij Lagunov, Andrej Grečin, Nikita Konovalov   | 0 1:25.11 | BEL François Heersbrandt, Emmanuel Vanluchene, Louis Croenen, Jasper Aerents | 01:25,83 |
| 4x50m Polohová štafeta | ITA Mirco Di Tora, Fabio Scozzoli, Paolo Facchinelli, Marco Orsi | 01:33,18 | RUS Vitalij Borisov, Sergej Gejbel, Jevgenij Korotyškin, Sergej Fesikov | 01:33,86  | GER Christian Diener, Erik Steinhagen, Steffen Deibler, Stefan Herbst        | 01:34,4  |

### Ženy
| Disciplína             | Zlato                                                                                 | Zlato    | Stříbro                                                                                  | Stříbro  | Bronz                                                                            | Bronz    |
| ---------------------- | ------------------------------------------------------------------------------------- | -------- | ---------------------------------------------------------------------------------------- | -------- | -------------------------------------------------------------------------------- | -------- |
| 50m Volný způsob       | Britta Steffenová GER                                                                 | 00:24,01 | Jeanette Ottesenová DEN                                                                  | 00:24,11 | Triin Aljandová EST                                                              | 00:24,23 |
| 100m Volný způsob      | Britta Steffenová GER                                                                 | 00:51,94 | Jeanette Ottesenová DEN                                                                  | 00:52,05 | Amy Smithová GBR                                                                 | 00:52,77 |
| 200m Volný způsob      | Silke Lippok GER                                                                      | 01:54,08 | Melanie Costa Schmid ESP                                                                 | 01:54,31 | Evelyn Verrasztó HUN                                                             | 01:54,55 |
| 400m Volný způsob      | Mireia Garcia Belmonte ESP                                                            | 03:56,39 | Lotte Friisová DEN                                                                       | 03:58,02 | Melanie Costa Schmid ESP                                                         | 04:00,30 |
| 800m Volný způsob      | Lotte Friisová DEN                                                                    | 08:07,53 | Erika Garcia Villaecija ESP                                                              | 08:12,23 | Melanie Costa Schmid ESP                                                         | 08:16,28 |
| 50m Znak               | Anastasija Zujevová RUS                                                               | 00:26,23 | Georgia Daviesová GBR                                                                    | 00:26,93 | Simona Baumrtová CZE                                                             | 00:26,94 |
| 100m Znak              | Daryna Zevina UKR                                                                     | 00:56,96 | Anastasija Zujevová RUS                                                                  | 00:57,12 | Mie Oe Nielsenová DEN                                                            | 00:57,57 |
| 200m Znak              | Daryna Zevina UKR                                                                     | 02:02,25 | Duane da Rocha Marce ESP                                                                 | 02:03,32 | Melanie Nocher IRL                                                               | 02:04,29 |
| 50m Prsa               | Valentina Artěmjevová RUS                                                             | 00:30,06 | Dorothea Brandt GER                                                                      | 00:30,17 | Darja Dějevová RUS                                                               | 00:30,63 |
| 100m Prsa              | Valentina Artěmjevová RUS                                                             | 01:05,19 | Rieke Moeller Pedersenová DEN                                                            | 01:05,23 | Darja Dějevová RUS                                                               | 01:05,83 |
| 200m Prsa              | Rieke Moeller Pedersenová DEN                                                         | 02:19,55 | Anastasija Čaunová RUS                                                                   | 02:20,84 | Fanny Lecluyseová BEL                                                            | 02:21,14 |
| 50m Motýlek            | Jeanette Ottesenová DEN                                                               | 00:24,92 | Triin Aljandová EST                                                                      | 00:25,51 | Sviatlana Khakhlova BLR                                                          | 00:25.96 |
| 100m Motýlek           | Jeanette Ottesenová DEN                                                               | 00:56,22 | Jemma Loweová GBR                                                                        | 00:56,67 | Ilaria Bianchi ITA                                                               | 00:57,42 |
| 200m Motýlek           | Mireia Garcia Belmonte ESP                                                            | 02:03,37 | Jemma Loweová GBR                                                                        | 02:04,04 | Jesicca Dickonsová GBR                                                           | 2:04.80  |
| 100m Polohový závod    | Theresa Michalak GER                                                                  | 00:59,05 | Zsuzsanna Jakabos HUN                                                                    | 00:59,72 | Mie Oe Nielsenová DEN                                                            | 01:00,10 |
| 200m Polohový závod    | Mireia Garcia Belmonte ESP                                                            | 02:07,06 | Evelyn Verrasztó HUN                                                                     | 02:08,28 | Hannah Mileyová GBR                                                              | 02:08,34 |
| 400m Polohový závod    | Mireia Garcia Belmonte ESP                                                            | 04:24,55 | Hannah Mileyová GBR                                                                      | 4:26.06  | Zsuzsanna Jakabos HUN                                                            | 4:27,86  |
| 4x50m Volný způsob     | GER Britta Steffenová, Dorothea Brandtová, Paulina Schmiedelová, Daniela Schreiberová | 01:37,29 | DEN Mie Oe Nielsenová, Pernille Blume, Katrine Holm Soerensenová, Jeanette Ottesenová    | 01:37,63 | ITA Erika Feraioliová, Erica Burattová, Federica Pellegriniová, Laura Letrariová | 01:38,12 |
| 4x50m polohová štafeta | DEN Mie Oe Nielsenová, Rieke Moeller Pedersenová, Jeanette Ottesenová, Pernille Blume | 01:46,48 | RUS Anastasija Zujevová, Valentina Artěmjevová, Irina Bespalovová, Margarita Něstěrovová | 01:47,08 | POL Aleksandra Urbanczyková, Ewa Scieszková, Anna Dowgiertová, Katarzyna Wilková | 01:48,70 |

## Medailové pořadí
| Pořadí | Stát               | Zlato | Stříbro | Bronz | Celkem |
| ------ | ------------------ | ----- | ------- | ----- | ------ |
| 1      | Německo            | 7     | 2       | 1     | 10     |
| 2      | Dánsko             | 5     | 7       | 2     | 14     |
| 3      | Španělsko          | 5     | 5       | 2     | 12     |
| 4      | Polsko             | 5     | 0       | 3     | 8      |
| 5      | Rusko              | 4     | 9       | 2     | 15     |
| 6      | Maďarsko           | 4     | 3       | 5     | 12     |
| 7      | Itálie             | 3     | 2       | 4     | 9      |
| 8      | Ukrajina           | 3     | 0       | 1     | 4      |
| 9      | Slovinsko          | 1     | 2       | 0     | 3      |
| 10     | Norsko             | 1     | 0       | 1     | 2      |
| 11     | Spojené království | 0     | 4       | 5     | 9      |
| 12     | Estonsko           | 0     | 1       | 2     | 3      |
| 13     | Rakousko           | 0     | 1       | 0     | 1      |
| 13     | Francie            | 0     | 1       | 0     | 1      |
| 13     | Švýcarsko          | 0     | 1       | 0     | 1      |
| 16     | Bělorusko          | 0     | 0       | 3     | 3      |
| 16     | Belgie             | 0     | 0       | 3     | 3      |
| 18     | Izrael             | 0     | 0       | 2     | 2      |
| 19     | Česko              | 0     | 0       | 1     | 1      |
| 19     | Irsko              | 0     | 0       | 1     | 1      |
| Total  | Total              | 38    | 38      | 38    | 114    |